# Ка Видара (Ферара)
Ка Видара (итал. Ca' Vidara) је насеље у Италији у округу Ферара, региону Емилија-Ромања.
Према процени из 2011. у насељу је живело 43 становника. Насеље се налази на надморској висини од 8 м.